# Topčicha
Topčicha (in russo Топчиха?) è un villaggio del settore meridionale della Siberia Occidentale situato nel Territorio dell'Altaj,  in Russia. È il centro amministrativo del distretto Topčichinskij.
La località si trova 90 km a sud-ovest della capitale Barnaul.